# Bruna Bianco
Ombre nell'inoltrata notte, aspettano»
(Bruna Bianco, Colore d'ombra)
Bruna Bianco (Cossano Belbo, 27 aprile 1940) è una poetessa e avvocato brasiliana di origine italiana.

## Biografia
Si trasferisce dall'Italia in Brasile nel 1956. Dal 1966 vive per tre anni un rapporto sentimentale con Giuseppe Ungaretti, che incontra durante un ciclo di conferenze brasiliane del poeta; il contatto ha una evoluzione letteraria nell'opera poetica comune Dialogo.
L'opera, pubblicata per i suoi ottant'anni (e inserita nell'opera omnia Vita d'un Uomo), indica per il poeta la consapevolezza che l'amore può non estinguersi che con la morte, e vede nei versi della poetessa brasiliana una freschezza poetica insolita, che vince ogni sua ritrosia di pubblicazione. Il lampo della bocca di Bruna ferisce il poeta e lo induce a percorrere con lei vie misteriose, ... d'un amore demente / ormai solo evocabile / nell'ora degli spettri.
Sul sentimento di Ungaretti per la giovane brasiliana, è stato studiato anche l'epistolario (Lettere a Bruna, a cura di Silvio Ramat, Mondadori, Milano, 2017), in particolare una lettera dell'ottobre del 1966, in cui Bruna Bianco è definita mio vivente amore di Poesia. Bruna Bianco successivamente diviene un importante avvocato di San Paolo del Brasile.